# 聖馬特奧 (安索阿特吉州)

聖馬特奧（西班牙語：San Mateo），是委內瑞拉的城鎮，位於該國東北部安索阿特吉州，是利伯塔德市的首府，面積2,043平方公里，2001年人口12,905，人口密度為每平方公里6.3人。